# 船橋市立高根東小学校
船橋市立高根東小学校（ふなばししりつ たかねひがししょうがっこう）は、千葉県船橋市新高根一丁目にある公立小学校。通称は「高根東小」（たかねひがししょう）。

## 沿革
- 1972年（昭和47年） - 船橋市立高根東小学校として開校。

## 著名な出身者
- 片野寛理（サッカー選手）